# ウェルカム作戦
ウェルカム作戦 (Operation Welcome) はイギリスが1943年1月に実行したチャリオットによる作戦。当時北アフリカ東部でトリポリに向かってたイギリス陸軍第8軍に対する補給の維持のためトリポリ港が閉塞されないようにすることが必要であり、撤退するドイツ軍が港内の船を移動させて閉塞船とする前に沈めることが作戦目的であった。目標の2隻の内1隻は移動前に沈めることができ、港の入口がふさがれることは避けられた。
投入されたチャリオットは2隻で、乗員はG・W・J・ラーキン中尉とC・L・ベリー炊事当番兵曹およびH・L・H・スティーブンスとバクストン機関技士長であった。チャリオットは潜水艦「サンダーボルト」によって運ばれた。作戦目標は「San Giovanni Batista」(5628 GRT)と「Giulia」(5921 GRT) であった。
「サンダーボルト」は1943年1月17日にマルタより出撃し、1月18日22時8分にチャリオット2隻を発進させた。
ラーキン組は艀とそれを曳航する曳船および護衛の魚雷艇と遭遇し、潜航するため艇首を下げようとした際に発進時に生じたと思われる水平舵の損傷が発覚。トリムタンクに注水することでチャリオットを沈めて船団の通過を待った。その後ラーキンは作戦の続行を断念して岸へと向かった。二人は一度はドイツ軍に捕まるも逃げ出すことに成功し、最終的にトリポリに進軍してきたイギリス軍に合流。カイロ、マルタを経て二人はイギリスに帰還した。
スティーブンス組は港内への侵入に成功した。すでに1隻は港の入口に沈められていたが、スティーブンス組はまだ移動されていなかったもう1隻の「Giulio」に爆薬を取り付けることに成功。「Giulio」は沈没した。その後上陸した2人はとらえられてイタリア本国へ送られたが、イタリアの軍服を入手し脱走に成功。バチカンへと向かい、ローマの陥落までそこに居た。